# ツェグレード - セゲド線
ツェグレード - セゲド線（ハンガリー語: Cegléd–Szeged-vasútvonal）は、ハンガリー国鉄の鉄道線の名称である。路線番号は140。ブダペストとセゲドを結ぶ主要幹線である。

## 運行形態[2]

### 特急(IC)
- ナプフェーニ号：　ブダペスト西駅 - ツェグレード - セゲド
毎時1本の運行。ツェグレード以北は100号線に直通する。
過去の運行形態
かつては、便毎に愛称名が異なっていた。
2018年秋と2019年度（夏季除く）には週1往復のみ停車駅の少ない便、「セント・ゲッレールト」号が運行していた[3]。この列車は、ズグロー、ケーバーニャ・キシュペシュト、ケチケメートのみに停車していた。
2020年冬には、一日2往復、ブダペスト西駅 - セゲド間ノンストップの列車が運行していた。
2022年10月より、特急列車の愛称名がナプフェーニに統一された。

- ナプフェーニ号：　ブダペスト西駅 → ツェグレード → セゲド　（早朝便）
早朝に、一日1往復の運行。セゲド方面行は、ブダペストからキシュクンフェーレジハーザまで各駅に停車する。ブダペスト方面は、ヴァーロシュフェルド、シェイメシュ、ペテーフィサーッラーシュにも停車する。ツェグレード以北は100号線に直通する。
かつては普通列車(Sz)として運行していて、北行はヴァーリシュフェルド通過、サーッラーショク、ニャールシャパート停車であった。2022年8月29日よりヴァーロシュフェルド停車となり[4]、2023年8月28日の改正で、インターシティ(IC)に格上げ、北行がニャールシャパート通過となった[5]。

### 特急(Gy)
年間片道1本のみ運行の臨時列車。深夜に、ブダペスト西駅→セゲド間の1便が運行している。停車駅は、キシュクンドロジュマを除いて特急(IC)と同じ。ツェグレード以北は100号線に直通する。
2017年以前はキシュクンドロジュマを通過していた。

### 快速(Ex)
- ケストヘイ - ツェグレード - セゲド（アラニヒード号）　【夏季運行】
夏季のみの運行。ツェグレード以北は100号線に直通する。
2018年以前は、夏季の土曜・休日のみの運行であった、2023年度以前は、セゲド方面行に限りキシュテレクとサティマズにも停車していた。

- 過去の運行系統
  - ミシュコルツ - アボニ - ケチケメート - セゲド（カンプス号）
2020年以前、週1往復運行していた。夏季は運休していた。ツェグレード以北は短絡線を経由し、100号線・82号線に直通していた。ナジケーレーシュ、サティマズを通過していた他、キシュテレクは、ミシュコルツ方面行のみ停車していた。

### 普通(S)
- S20系統：　ブダペスト西駅 → ツェグレード → セゲド
一日あたり、深夜にセゲド行が1本の運行。ニャールシャパートにも停車する。ツェグレード以北は100号線に直通する。
過去の運行形態
2018年以前は、ツェグレード発ケチケメート行であった。
2019年度よりブダペスト始発となった。
2022年度より、ケチケメート発キシュクンフェーレジハーザ行の普通列車(Sz)が運行を開始した。この列車は、クンサーッラーシュ通過であった。
2023年8月28日の改正で、ケチケメート行の列車が金・土曜日に限りセゲドまで延伸された、一方で、キシュクンフェーレジハーザ行の列車は金・土曜運休となった[5]。
2024年9月29日の改正で、ケチケメート行の列車が毎日セゲドまで運行となった。キシュクンフェーレジハーザ行の列車は、セゲド行の列車に置き換えられる形で休止[6]。

- S225系統： ソルノク - ツェグレード - ケチケメート　【平日運行】
朝と夕方のみの運行。ツェグレード以北は100号線に直通する。ニャールシャパートを通過する。
2022年度に運行を開始した。

### 普通(IR)
ケチケメート - キシュクンフェーレジハーザ - バヤ間に、2時間に1本の運行。キシュクンフェーレジハーザ以南は155号線に直通する。

### 普通(Sz)
- ケチケメート → ツェグレード → ブダペスト西駅　【平日運行】
一日あたり、早朝に2本の運行。カトナテレプを通過する。ツェグレード以北は100号線に直通する。
2018年末に、普通列車として運行を開始した。当時はニャールシャパートも通過していたが、2022年8月29日より停車となった[4]。

- セゲド → ツェグレード → ブダペスト西駅
一日あたり、早朝に1本の運行。カトナテレプに停車する他、ケチケメート以南は特急停車駅のみに停車する。ツェグレード以北は100号線に直通する。
過去の運行形態
かつてはキシュクンフェーレジハーザ発ケチケメート行、ケチケメート発ブダペスト行の列車がそれぞれ運行していた。後者はサーッラーショクにも停車していた。
2022年度より、サーッラーショク通過となった。
2023年8月28日の改正でブダペスト行の列車が休日に限りセゲド始発となった。キシュクンフェーレジハーザ発の列車は休日運休となった。[5]。
2024年9月29日の改正で、ブダペスト行の列車が平日もセゲド始発となり、ケチケメート行の列車はブダペスト行に置き換えられる形で休止となった。[6]。

- ツェグレード → ケチケメート
早朝、一日片道1本のみの運行。ニャールシャパートを通過する。

- (ケチケメート - ) キシュクンフェーレジハーザ - セゲド
平日一日4.5往復、休日一日4往復の運行。休日の南行1本、金曜・土曜の北行1本がケチケメート発着となる。
かつては全てキシュクンフェーレジハーザ発着であったが、2023年8月28日の改正で休日1本がケチケメート始発となった[5]。2024年度より金曜・土曜の北行1本がケチケメート行となった。

## 駅一覧
以下では、ハンガリー国鉄140号線の駅と営業キロ、停車列車、接続路線などを一覧表で示す。
- 種別
  - IC：特急「インターシティ」
  - Gy：特急
  - Ex：快速
  - S：普通（ブダペスト近郊）
  - IR：普通
  - Sz：普通

- 停車駅
  - ■印：全列車停車
  - ●印：大部分停車、一部通過
  - ○印：大部分通過、一部停車
  - ｜印：全列車通過

| 路線名 | 駅名                                          | 駅間営業キロ | 累計営業キロ | IC | Gy | Ex | S  | IR | Sz | 接続路線                                                                 | 所在地               | 所在地                       |
| ------ | --------------------------------------------- | ------------ | ------------ | -- | -- | -- | -- | -- | -- | ------------------------------------------------------------------------ | -------------------- | ---------------------------- |
| 140    | ツェグレード駅                                |              | 0            | ■  | ■  | ■  | ■  |    | ■  | 100号線（ブダペスト方面、ザーホニ方面）                                  | ペシュト県           | ツェグレード郡               |
| 140    | ツェグレーディ・サーッラーショク駅 (休止中*1) |              | (3)          | ｜ | ｜ | ｜ | ｜ |    | ｜ | 100号線短絡線（ミシュコルツ方面）                                        | ペシュト県           | ツェグレード郡               |
| 140    | ニャールシャパート駅                          | 11           | 11           | ○  | ｜ | ｜ | ○  |    | ●  |                                                                          | ペシュト県           | ツェグレード郡               |
| 140    | ナジケーレシュ駅                              | 7            | 18           | ■  | ■  | ■  | ■  |    | ■  |                                                                          | ペシュト県           | ツェグレード郡               |
| 140    | カトナテレプ駅                                | 9            | 27           | ○  | ｜ | ｜ | ｜ |    | ○  |                                                                          | バーチ・キシュクン県 | ケチケメート郡               |
| 140    | ケチケメート駅                                | 6            | 33           | ■  | ■  | ■  | ■  | ■  | ■  | 142号線（ラヨシュミジェ方面）、145号線（ソルノク方面）                   | バーチ・キシュクン県 | ケチケメート郡               |
| 140    | ヴァーロシュフェルド駅                        | 12           | 45           | ○  | ｜ | ｜ | ■  | ■  | ■  |                                                                          | バーチ・キシュクン県 | ケチケメート郡               |
| 140    | クンサーッラーシュ駅                          | 4            | 49           | ○  | ｜ | ｜ | ｜ | ■  | ●  |                                                                          | バーチ・キシュクン県 | ケチケメート郡               |
| 140    | キシュクンフェーレジハーザ駅                  | 9            | 58           | ■  | ■  | ■  | ■  | ■  | ■  | 146号線（ラキテレク方面）、147号線（センテシュ方面） 155号線（バヤ方面） | バーチ・キシュクン県 | キシュクンフェーレジハーザ郡 |
| 140    | シェイメシュ駅                                | 6            | 64           | ○  | ｜ | ｜ | ｜ |    | ●  |                                                                          | バーチ・キシュクン県 | キシュクンフェーレジハーザ郡 |
| 140    | ペテーフィサーッラーシュ駅                    | 4            | 68           | ○  | ｜ | ｜ | ｜ |    | ●  |                                                                          | バーチ・キシュクン県 | キシュクンフェーレジハーザ郡 |
| 140    | ペテーフィサーッラーシ・タニャーク駅          | 4            | 72           | ｜ | ｜ | ｜ | ｜ |    | ●  |                                                                          | バーチ・キシュクン県 | キシュクンフェーレジハーザ郡 |
| 140    | チェンゲレ駅                                  | 6            | 78           | ｜ | ｜ | ｜ | ｜ |    | ●  |                                                                          | チョングラード県     | キシュテレク郡               |
| 140    | キシュテレキ・セーレーク駅                    | 3            | 81           | ｜ | ｜ | ｜ | ｜ |    | ●  |                                                                          | チョングラード県     | キシュテレク郡               |
| 140    | キシュテレク駅                                | 6            | 87           | ■  | ■  | ｜ | ■  |    | ■  |                                                                          | チョングラード県     | キシュテレク郡               |
| 140    | カピターニシャーグ駅                          | 4            | 91           | ｜ | ｜ | ｜ | ｜ |    | ●  |                                                                          | チョングラード県     | キシュテレク郡               |
| 140    | バラースチャ駅                                | 2            | 93           | ｜ | ｜ | ｜ | ｜ |    | ●  |                                                                          | チョングラード県     | キシュテレク郡               |
| 140    | エーセセーク駅                                | 3            | 96           | ｜ | ｜ | ｜ | ｜ |    | ●  |                                                                          | チョングラード県     | キシュテレク郡               |
| 140    | ヴィルマサーッラーシュ駅                      | 3            | 99           | ｜ | ｜ | ｜ | ｜ |    | ●  |                                                                          | チョングラード県     | セゲド郡                     |
| 140    | サティマズ駅                                  | 3            | 102          | ■  | ■  | ｜ | ■  |    | ■  |                                                                          | チョングラード県     | セゲド郡                     |
| 140    | ヤーノシュサーッラーシュ駅                    | 1            | 103          | ｜ | ｜ | ｜ | ｜ |    | ●  |                                                                          | チョングラード県     | セゲド郡                     |
| 140    | キシュクンドロジュマ駅                        | 7            | 110          | ｜ | ■  | ｜ | ｜ |    | ●  |                                                                          | チョングラード県     | セゲド郡                     |
| 140    | セゲド駅                                      | 8            | 118          | ■  | ■  | ■  | ■  |    | ■  | 135号線（ベーケーシュチャバ方面）                                        | チョングラード県     | セゲド郡                     |

(*1): 2021年12月より旅客営業休止。